# Corrida de toros (Costa Rica)
Las corridas de toros o fiestas de toros en Costa Rica también llamadas, "toros a la tica", son una popular y antigua tradición costarricense.
Este espectáculo suele ser transmitido por televisión, sobre todo en festejos comunales o en las celebraciones de fin de año, esta actividad se lleva a cabo en redondeles de Costa Rica. En las tradicionales corridas de toros costarricenses, participan los llamados toreros improvisados, los montadores y por supuesto los toros o vaquillas. Los toreros improvisados son personas (no toreros profesionales y por lo general hombres), que se animan a meterse en el ruedo para retar al toro y entretener al público, son los protagonistas de los llamados "levantines" que ocurren cuando un toro corretea al torero improvisado y logra cornearlo empujándolo o levantándolo. También los montadores dan un espectáculo, montando al toro, a veces se hacen torneos de rodeo de toros, donde los que más tiempo logran durar montados en el toro antes de que los tire al suelo son los ganadores.
Los toros son traídos por diversas ganaderías del país, encargadas de criar toros para las corridas o las montas, en ocasiones también las ganaderías pueden ganar premios por el desempeño de sus toros.
Algunas de las ganaderías más populares en las corridas son la 3x de don Heriberto Abarca y familia o la Santa Marta de Beto León e hijos, pero existen muchas otras que participan.
En las corridas de toros por lo general hay presentadores o narradores, en las corridas televisadas los narradores suelen estar acompañados de humoristas, siendo una actividad que cuenta con bastante apoyo, puede contar con diversos patrocinadores, es normal que a veces los toreros improvisados lleven extraños o graciosos disfraces.
Algunos de los toros con mejor desempeño ganan fama a nivel nacional, como fue el caso del toro llamado Malacrianza o el llamado Chirriche, dos toros muy agresivos que participaron en varias corridas durante las décadas de los 2000 y 2010, el toro Malacrianza llegó a matar a dos montadores, ambos toros eran bastante peligrosos, bravos y potentes, el toro Malacrianza murió de causas naturales en 2015 y el Chirriche fue sacrificado en 2016.
Existe una estatua en honor al toro Malacrianza en Costa Rica, la estatua se encuentra ubicada en Playa Garza.
Estas corridas son peligrosas y es frecuente que los toreros y montadores salgan heridos o incluso en algunas ocasiones muertos.

## Historia y origen
La Corona Española dejó un legado innegable en Costa Rica, muchas de sus costumbres y tradiciones se remontan a la época de la colonia, como es el caso de las corridas de toros que se realizaron en la Provincia de Costa Rica, a partir del siglo XVII, y en conmemoración con el advenimiento de un nuevo Rey y/o el nacimiento de Infantes nobles.
El gusto de los costarricenses o ticos por estas corridas de toros se remonta a la época colonial y siguieron realizándolas después de su independencia, sin embargo con el paso del tiempo la gente fue bautizando las corridas de toros como “corridas a la tica", porque ya no eran a la usanza española.
A mediados del siglo XIX e inicios del siglo XX, se hablaba de las fiestas cívicas en San José, realizadas en diferentes lugares, como el centro, el Parque Morazán, La Sabana, Plaza González Víquez y Zapote, en todos esos eventos se registran corridas multitudinarias, donde la gente se metía al redondel con los toros.
Aunque los festejos de San José fueron desapareciendo hasta solo quedar los de Zapote, la tradición se extendió al resto del país, en localidades de Alajuela, Cartago, Pacífico Norte, Pacífico Sur y Guanacaste.
Existe un estudio de la Universidad de Costa Rica de 2015, que asegura que esto es una tradición que practica la mayor parte de los costarricenses, pues un 94,5% las ha visto por televisión o en los resúmenes de las noticias y un 50,2% ha ido alguna vez a ver las corridas de toros a algún lugar del país.

## Polémica
A pesar de que es una tradición tan popular en el país, también constantemente es objeto de fuertes críticas, lo riesgosa que resulta esta tradición para los montadores y toreros improvisados es un punto negativo que se critica mucho, además se critica el posible maltrato que pueden recibir los toros, se cree que se vulneran sus derechos con prácticas como "el chuceo" que se utiliza para que los toros reaccionen.
Como nota importante cabe mencionar que en las corridas de toros costarricenses no se debe matar al toro.
En 2018 en la web de Change.org, una doctora veterinaria costarricense escribió que los toros sufren maltrato, mencionando factores como que al toro se coloca un mecate hecho de pelo de caballo en la parte posterior, un mecate que se ve debajo de la cola y la panza del bovino, el objetivo de ese artilugio, es que el toro brinque y levante las patas traseras al sentir la quemadura y la picazón. Además se menciona el ayuno al que el animal es sometido desde el día anterior de ser traído al redondel para el espectáculo.
Por lo que se puede concluir que aunque los toros no sean sacrificados en las corridas, se critica y cuestiona el maltrato que de todas formas pueden sufrir los toros para dar el espectáculo.
Existen quienes se han manifestado en contra de las "Corridas a la tica", pidiendo que no se realicen más, asegurando que los animales son explotados y están en contra de “la utilización de animales en “espectáculos”, el contenido sexista de los medios de desinformación y la violencia normalizada.”
También se ha criticado que esta tradición puede ser supuestamente machista.
Como punto general se suele decir que las prácticas del rodeo implican maltrato animal.
El agrónomo y escritor Santiago Porras, reconocido opositor de esta práctica en particular manifestó lo siguiente:
“Es un resabio de circo romano que necesariamente exige sacrificios humanos y maltrato animal. Una actividad innecesaria de la que lucran unos a costa del dolor y la incertidumbre de las familias pobres que proveen a las víctimas”.
Sin embargo los montadores y toreros han manifestado que es un asunto de adrenalina que les gusta y que aunque puedan salir heridos y estar en peligro de muerte, seguirán haciéndolo.